# Jacky Duyck
Jacky Duyck (4 juli 1947) is een Vlaams -Brabantse en Belgische schilder, tekenaar en graficus. Hij schildert vooral meditatieve landschappen, zeezichten en grafisch werk.
Jacky Duyck studeerde aan het Hoger Sint Lucas-instituut te Brussel, specialisatie schilderkunst o.a. bij Maurits Van Saene, Jos De Maegd en Roger Marijnissen. Als autodidact passages in ateliers van verschillende schilders en grafici in binnen- en buitenland. Hij woont en werkt in zijn atelier te Dilbeek.

## Werken

### Projecten
- Portret van James Ensor (1985) en Don Bosco (1988).

- Hij maakt een reeks tekeningen in de Cévennen in opdracht van burgemeester Daniël Layris. (1985)

- Ontwerpt en verwezenlijkt de originele plafondschildering van de Trouwzaal (1987) alsook de restauratie van de Raadzaal (1991), in het Kasteel-Gemeentehuis de Viron

- Hommage aan Pieter Bruegel 1991, een drieluik in olieverf (3,60 x 1,70 m) voor  Den Coninck van Spaignien, op de Grote Markt te Brussel, in opdracht van Interbrew.

### Illustraties
Ontwerpt n wenskaarten en posters.
illustraties opgenomen in tijdschriften en boeken vanaf 1975:
- 1979 Un Peintre Flamand: Jacky Duyck, (157 blz.) Marianne Goebel in Sorbonne, Parijs.
- 1987 Dichtbundel La vie, l’amour, la mort, van Paul Blondiau
- 2001 Land zonder ooivaars, Irène Horvath.
- 2002 Le signe, quel signe ou le guetteur immobile, Jeannine Dion-Guérin, Parijs.
- 2005 Pijn en pijncontrole bij de oudere, Marijke Desmet.
- 2008 The awakening to the other, Roger Burggraeve. A Provocative Dialogue with E. Levinas.
- Cd hoezen voor pianovirtuoos François Glorieux wiens Contemplation in 1998 geïnspireerd werd door het meditatieve oeuvre van Jacky Duyck.

## Tentoonstellingen
- Verscheidene individuele en groepstentoonstellingen vanaf 1968.
- Verscheidene werken geselecteerd en opgenomen in de collectie van Kunst in Huis Kunstuitleen, sinds 1978.
- Werk in bezit van het Museum voor Schone Kunsten te Moeskroen, van de Gemeentehuizen van Dilbeek, St. Pieters-Leeuw, Ronse, Koksijde en St. Agatha-Berchem, ook in de Vlaamse Gemeenschap, het Archief-Museum van het Vlaams Leven te Brussel, KBC, BNP PARIBAS Fortis, BELFIUS, Generale Bank, Raiffeisenkas, de Belgische Staat, Interbrew, de V.R.T. en tal van privé instellingen.

## Theater en TV
- 1972-76: decorontwerpen en -uitvoering voor toneel in regie van Jacky Morel, Rudi Van Vlaenderen, Dries Wieme en Alice Toen.

- Schildert De Spinse  (150 x 250 cm) voor het toneelstuk van Herman Van Veen - Wereldpremière te Brussel, 1974.

- Freelance artistiek medewerker voor jeugdprogramma's Schildpadplein bij de toenmalige B.R.T. samen met Bob Davidse, Gie Lavigne, Paul Ricour, Nadine Desloovere, Jackie De Wael (ZAKI) van 1980 tot 1983.
- Wijdere dan wijd 1997 een film van Marcel De Jonghe: een schilderij in wording met atelierbeelden, een overzicht en details uit schilderijen, gedichten voorgedragen door zijn echtgenote Brigiet Tyteca en een interview met Wim van Gansbeke (30 min.)

- Interflix, in de rol van een kunstschilder in twee jeugdfilms samen met Paul Ricour, Ludo Hellings, Chris Van den Durpel e.a.

## Pedagoog
Medeoprichter en lesgeververantwoordelijke van het Atelier Beeldende Kunsten in C.C. Westrand te Dilbeek van 1974 tot 2004.
Sinds 1988 medeoprichter van het andersvaliden atelier. 
Artistiek medewerker in het Nationaal Centrum Eigentijdse Jeugd te Groot-Bijgaarden 1972-2012.

## Onderscheidingen

### Artistieke
- 1975 Internationale tentoonstelling Fantasmagie in Galerij Luka te Boechout.
- 1976 Prijs Schilderkunst te Ronse: eerste eervolle vermelding.
- 1976 Grand Prix Humanitaire de France te Parijs
- 1980 Prijs voor schilderkunst te Boechout : eerste eervolle vermelding
- 1984 Laureaat van het Internationaal Festival van Plastische Kunsten te Moeskroen met speciale Prijs van de Jury.
- 1984 Grote Nationale Prijs voor de Aquarel, Lions-clubs internationaal te Brussel: eervolle vermelding.
- 1988 Eregenodigde op het Salon International du Printemps te Luxemburg.
- 1996 “Kunstwerken verworven door de Vlaamse Gemeenschap 1994-1995” in het Muhka Museum Hedendaagse Kunst te Antwerpen.

### Burgerlijke
- 2002 Vlaams Ambassadeur uit Dilbeek, Vlaanderen-Europa.
- 2006 Eerste Ereburger van Dilbeek.
- 2008 Ambassadeur van Memisa (Medische Ontwikkelingssamenwerking).
- 2013 Erelid van Rotary Club Gaasbeek-Pajottenland